# Rolls-Royce RB.50 Trent
Rolls-Royce RB.50 Trent je bio prvi Rolls-Royceov turbopropelerski motor.

## Dizajn i razvoj
Bazira se na konceptu koji je stvorio Frank Whittle i bio je bitan za turboreaktivni motor Derwent Mark II. Imao je dodatnu turbinu s transmisijom koju je dizajnirao Arthur Rubbra. Bila je povezana s peterokrakim Rotolovim propelerom. Prvi put pokrenut je lipnja 1944. godine. Motor Trent radio je 633 sata na pokusima prije nego što je postavljen na mlazni lovac Gloster Meteor koji je prvi put poletio 20. rujna 1945. na početku programa kojih je obuhvatio 298 satova pokusnih letova.
Iz modela RB.50 Trent razvijeni su Rolls-Royce Clyde i Rolls-Royce Nene.

## Primjena
- Gloster Meteor

## Izloženi primjerci
Sačuvani turbopropelerski motor Rolls-Royce Trent izložen je u Londonu u Muzeju znanosti.

## Specifikacije
Opća svojstva
- vrsta: turbopropelerski motor
- dužina:
- promjer:
- masa suhog motora: 453,59 kg turbinska jedinica, 113,39 kg propeler,  680,38 kg ukupno motor i propeler

## Vanjske poveznice
- "The First Propeller Turbine Engine to Fly" a 1946 Rolls-Royce advertisement in Flight
- "Know-How From the Trent" a 1947 Flight article
- Trent Meteor "In the Air" - a 1948 Flight article on flying the Trent Meteor